# Expérience du drame
Expérience du drame est un essai sur le théâtre écrit par Roger Vailland à son retour d'un voyage dans les pays de l'Europe de l'Est.

## Présentation
Au cours de l'année 1952, Roger Vailland parcourt les pays socialistes de l'Europe de l'Est pour y suivre les représentations de sa pièce Le colonel Foster plaidera coupable, interdite en France.
À Berlin, il rencontre Brecht avec qui il aura de longues conversation, en particulier sur le théâtre. Mais Vailland est assez déçu de ce voyage et il s'interroge sur ce que sera la culture de demain. De retour à Paris, il écrit cet essai Expérience du drame. On y découvre une démarche personnelle à travers l'Histoire, le roman, le théâtre où il marque sa différence avec le théâtre de son époque, qu'il soit de boulevard ou d'avant-garde.
Il refuse la facilité de rejeter le passé. La tragédie est pour lui un art dialectique de la crise qui représente la référence, est pour lui la forme de référence au théâtre par excellence. Sa conclusion résume bien son sentiment à propos du Théâtre : « De toutes les créations de l’homme, un spectacle théâtral est ce qui ressemble le plus à un organisme vivant. »
Il appliquera cette « approche du drame », de son premier roman Drôle de jeu où il écrit « ce qui m'intéresse, c'est la tragédie, » jusqu'au dernier La Truite où il dit que « Frédérique est le plus parfait mécanisme de tragédie que j'ai rencontré, » que l'action se déroule « dans l'espace  très exactement délimité d'un vivier (comme dans un ring ou comme dans le cadre de la tragédie classique respectueuse des trois unités aristotéliciennes. »
Franck Delorieux dans son essai Roger Vailland, libertinage et lutte des classes écrit que « le théâtre, à tout le moins son idée, fut une passion de Vailland, » même si finalement  il n'écrivit que trois pièces de théâtre. Delorieux donne une explication sous forme de dédicace que Vailland adresse à un libraire : « Pour (tel libraire) pour me punir d'avoir écrit Expérience du drame, l'esprit du théâtre m'empêche d'écrire de nouvelles pièces. Amicalement. » 
Dans Expérience du drame, Vailland reprend des thèmes de Diderot pour défende la tragédie classique. Il défend l'idée  que « dans les périodes de haute civilisation » qu'il oppose à l'état de nature, la nature animale, la distanciation, « la séparation de soi d'avec soi » chère à Diderot, n'est pas qu'une exigence d'acteur. Il affirme que « Machiavel en fait la qualité maîtresse du politique et Laclos y voit la règle fondamentale du libertinage. »

## Annexes

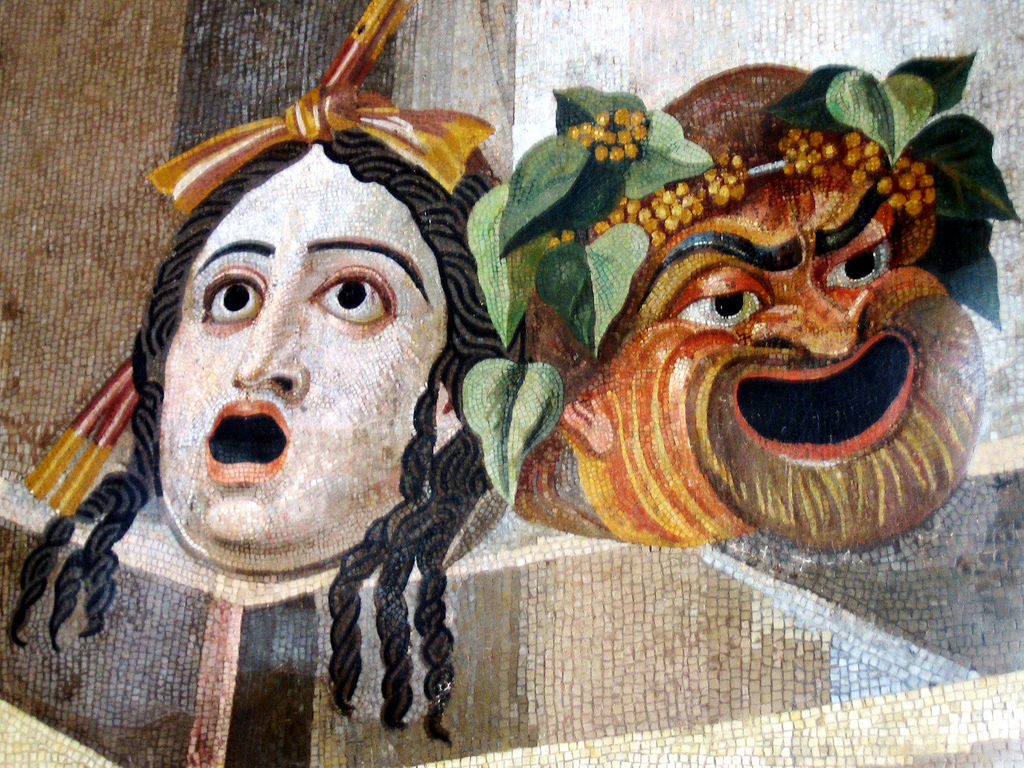
Tragique et Comique

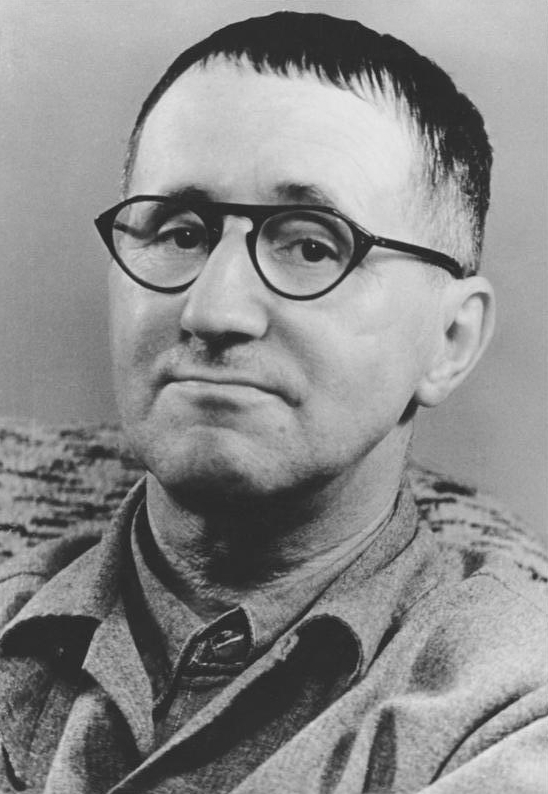
Portrait de Brecht

### Théâtre de Vailland
- Héloïse et Abélard
- Le Colonel Foster plaidera coupable
- Monsieur Jean (sur le mythe de Don Juan)